# Johann II. von Glymes

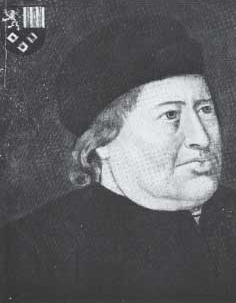
Johan II. von Glymes

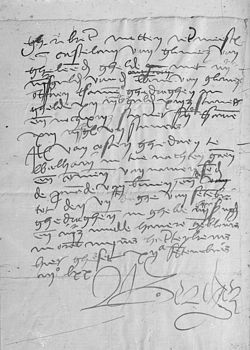
Handschrift von Johan II. von Glymes

Johann II. von Glymes, mit dem Beinamen „metten lippen“ (* 9. Oktober 1417; † 7. September 1494) war ein niederländischer Adeliger aus dem Haus Glymes, der unter anderem den Titel eines Herren von Bergen op Zoom führte.

## Leben
Van Glymes erhielt von den Burgunderherzögen Philipp und Karl wichtige Privilegien für seine Herrschaft Bergen op Zoom. Damit förderte er den Handel in Bergen op Zoom und ließ dort mehrere Gebäude renovieren und neu errichten. Beispiele dafür sind die Sint-Gertrudiskerk und der Markiezenhof, die Residenz der Herren und späteren Markgrafen von Bergen.
Johann kam als Page an den burgundischen Hof Philipps des Guten und wurde 1441 dessen Kammerherr. Diese Funktion übte er auch bei Herzog Karl aus und bei Maximilian von Österreich war er zudem auch noch dessen Rat. Nach dem Tod Herzogin Marias unterstützte er Maximilian, dem besonders die Flamen nicht die Regierungsgewalt bis zur Volljährigkeit seines Sohnes Philipps des Schönen zugestehen wollten.
 
Zwischen 1450 und 1452 reiste er ins Heilige Land. 1453 war er ein Teilnehmer des berühmten Fasanenfestes. Im Jahre 1461 war er bei der Krönung des französischen Königs Ludwig XI. anwesend. 

Weitere nicht belegte Informationen sind:

Im Jahre 1459 ging er als Diplomat an den Hof des Papstes Pius II. um die Vorbereitung für einen neuen Kreuzzug zu besprechen, welcher aber nicht zustande kam. Später diente er Philipp dem Schönen als erste Ratsherr. Maximilian von Österreich besuchte ihn des Öfteren, und auch der Humanist Erasmus von Rotterdam stand in den Diensten von Johann II. von Glymes. Im Jahre 1472 wurde van Glymes zum Oberjägermeister des Herzogtums Brabant ernannt.

## Familie
Seine Eltern waren Johann I. von Glymes und Johanna van Boutersem.
Johann II. war verheiratet mit Marguerite de Rouveroy († 15. April 1469), Tochter des Gauthier de Rouveroy, Herr von Saint-Simon, und Jeanne de Wavrin. Aus dieser Ehe entstammen folgende Kindern:
- Philipp von Glymes.
- Heinrich von Glymes (1449–1502), Bischof von Cambrai (seit 1480) und Kanzler des Ordens vom Goldenen Vlies (1493).
- Johann III. von Glymes (1452–1532).
- Anton von Glymes (1455–1531), Abt von Saint-Bertin.
- Michiel von Glymes von Bergen.
- Cornelis von Glymes von Bergen (1458–1509).

Van Glymes hatte mehrere uneheliche Kinder:
- Antonius de Berghes, wurde zum Abt dreier verschiedener Abteien, wie der von Sint-Truiden, gewählt.
- Kathelijne van Glymes, war mit Augustijn van den Ende verheiratet.